# 洛杰·梅森
洛杰·梅森（Roger Mason ；1940年—），英国地质学家，埃迪卡拉纪化石的发现者，现于中国地质大学（武汉）任教，2001年被中华人民共和国政府授予国家“友谊奖”。
洛杰·梅森1952年到1960年在英国莱斯特的Wyggeston Grammar School for Boys就读，获的学士学位；1963年到1967年在剑桥大学基督学院就读，毕业获得博士学位；1966年到1989年在伦敦大学当讲师 ； 1999年至今在中国地质大学（武汉）任教。
1957年4月，當他和朋友在萊斯特郡的查恩伍德森林（Charnwood forrest）攀岩時，他看到岩石中嵌著一片看起來像葉子的東西。 梅森擦了擦岩石。 他向他的父親展示了岩石拓片，他的父親是萊斯特大會議一神論教堂的牧師，他也在附近的萊斯特大學任教，並認識那裡的地質學家特雷弗·福特(Trevor D. Ford)。 梅森帶著福特前往現場； 福特在《約克郡地質學會雜誌》(Journal of the Yorkshire Geological Society)上發表了這項發現。 福特將其鑑定為前寒武紀化石，並將其命名為 Charnia masoni（森林和梅森的意思）。 梅森將他地質生涯中的第一件事歸功於「[他的]父親的鼓勵和[他的]科學老師培養的探究方法」。
2009 年2 月大卫·爱登堡(David Attenborough) 的紀錄片《查爾斯·達爾文與生命之樹》(Charles Darwin and the Tree of Life) 中提到了梅森的發現，爱登堡2010 年的劇集《第一生命》(First Life) 及其配套紀錄片《爱登堡的旅程》(Attenborough's Journey) 中也再次提到了梅森的發現。 爱登堡（Attenborough）小時候就是一位熱衷於化石狩獵的人，他提到他比梅森早幾年就讀於威格斯頓（Wyggeston），並且比梅森早幾年去過查恩伍德森林的同一地區，但當時普遍的看法是，這些岩石太由於年代久遠，無法產生化石，因此爱登堡沒有尋找它們。